# Vandenberg (groupe)
Pour les articles homonymes, voir Vandenberg.
Vandenberg (prononcé en néerlandais : [vɑndɛnbɛrx]) est un groupe de hard rock néerlandais. Il porte le nom de son fondateur et guitariste Adrian Vandenberg. Le groupe est notamment connu pour la chanson Burning Heart de 1983.
Après s'être séparé en 1987 et des réunions en 2004 et 2011, le groupe se reforme en 2020.

## Membres
- Adrian Vandenberg (depuis 1981) – guitare
- Randy van der Elsen (depuis 2020) – basse
- Koen Herfst (depuis 2020) – batterie
- Mats Levén (depuis 2021) – chant

Anciens membres
- Bert Heerink (1981–1986) – chant
- Dick Kemper (1981–1987) – basse
- Jos Zoomer (1981–1987) – batterie
- Peter Struijk (1986–1987) – chant
- Ronnie Romero (2020–2021) – chant

## Discographie

### Albums studio
| Date | Titre                    | Meilleurs classements | Meilleurs classements | Meilleurs classements | Meilleurs classements | Meilleurs classements | Meilleurs classements |
| Date | Titre                    | NLD                   | ALL                   | BEL (FLA)             | BEL (WAL)             | SUI                   | US                    |
| ---- | ------------------------ | --------------------- | --------------------- | --------------------- | --------------------- | --------------------- | --------------------- |
| 1982 | Vandenberg (en)          | 19                    | —                     | —                     | —                     | —                     | 65                    |
| 1983 | Heading for a Storm (en) | 14                    | —                     | —                     | —                     | —                     | 169                   |
| 1985 | Alibi (en)               | 18                    | —                     | —                     | —                     | —                     | —                     |
| 2020 | 2020                     | 2                     | 50                    | 49                    | 162                   | 11                    | —                     |
| 2023 | Sin                      | 3                     | 57                    | 72                    | 147                   | 31                    | —                     |

### Albumslive
- Live in Japan (2005)

### Compilations
- The Best of Vandenberg (1988)
- Different Worlds: The Definitive Vandenberg (2004)